# Ясень (Велюньский повет)
Ясень (пол. Jasień) — село в Польше, в гмине Осьякув Велюньского повета Лодзинского воеводства.
В 1975—1998 годах село принадлежало к Серадзскому воеводству.

## Климат
Климат умеренный, мягкая зима и тёплое лето. Средняя температура в январе от −1 °C до −5 °C, в июле от +17 °C до +19 °C. Осадков 500—800 мм.

## Население
Демографическая структура по состоянию на 31 марта 2011 года:
|         | Всего | До трудоспособного возраста | Трудоспособного возраста | Старше трудоспособного возраста |
| ------- | ----- | --------------------------- | ------------------------ | ------------------------------- |
| Мужчины | 35    | 6                           | 22                       | 7                               |
| Женщины | 21    | 3                           | 11                       | 7                               |
| Всего   | 56    | 9                           | 33                       | 14                              |